# Анисимова Поляна
Анисимова Поляна (баш. Анисимова Поляна) — село в Шаранском районе Башкортостана, относится к Писаревскому сельсовету.

## Географическое положение
Село находится на севере района, неподалёку от границы с Бакалинским районом. Расстояние до:
- районного центра (Шаран): 22 км,
- центра сельсовета (Писарево): 7 км,
- ближайшей ж/д станции (Туймазы): 52 км.

## История
Деревня Анисимова Поляна впервые упоминается в списке населённых мест Уфимской губернии по данным 1870 года как основанная между 1865 и 1871 годами. В этот период деревня заселилась чувашами из Казанской губернии численностью 132 человека (52 мужчины, 80 женщин) на земле господ Писаревых. В 1880 году в деревне было 59 домохозяйств и 220 человек; в 1882 году они покупают 600 десятин земли. В 1893 году было образовано Анисимополянское сельское общество.
В 1896 году в деревне Никольской волости VI стана Белебеевского уезда — 58 дворов и 345 жителей (181 мужчина, 164 женщины), хлебозапасный магазин.
По описанию, данному в «Оценочно-статистических материалах», деревня находилась по пологому склону на юг, при двух ключах. Надел был в одном месте, селение находилось на востоке надела. В последнее время пашня увеличилась за счёт леса. Поля находились на ровной местности с пологим склоном на запад, до 1,5 вёрст от селения, в них встречались овраги; выгон был по оврагу. Лес находился к западу от селения, в одном месте, по пологому склону на юг.
В 1898 году была открыта земская школа.
В 1906 году в деревне Анисимова Поляна было 60 дворов и 346 человек (171 мужчина, 175 женщин), школа грамоты и хлебозапасный магазин.
По данным подворной переписи, проведённой в уезде в 1912—13 годах, деревня Анисимова Поляна входила в состав Анисимово-Полянского сельского общества Шаранской волости. В ней имелось 58 хозяйств переселенцев-собственников (из них 2 безземельных) с преобладанием русских, где проживало 344 человека (171 мужчина, 173 женщины). Надельной земли не было, 1019 казённых десятин земли было куплено (из неё 1,37 сдано в аренду). Также 147 десятин было арендовано. Посевная площадь составляла 520,85 десятины, из неё 220,75 десятины занимала рожь, 93,12 — овёс, 86,38 — греча, 56,93 — горох, 22,6 — просо, 13,05 — картофель, 11,6 — пшеница, остальные культуры (конопля, полба и лён) занимали 16,42 десятины. Из скота имелась 162 лошади, 190 голов КРС, 1046 овец и 242 свиньи. 9 хозяйств держало 173 улья пчёл. 1 человек занимался промыслами.
В 1920 году по официальным данным в деревне той же волости было 68 дворов и 455 жителей (216 мужчин, 239 женщин), преобладали русские и чуваши, по данным подворного подсчета — 231 чуваш в 34 хозяйствах и 194 русских в 31 хозяйстве. К 1925 году число хозяйств увеличилось до 80.
В 1926 году деревня относилась к Шаранской укрупнённой волости Белебеевского кантона Башкирской АССР.
В 1922 году деревня вошла в состав Ладоньского сельсовета, который в 1931 году вошёл в состав Туймазинского района и был переименован в Старо-Дражжевский, а в 1933 году (по другим данным — в 1937 году) разделён на Старо-Дражжевский и Писаревский, которые в 1935 году были переданы из Бакалинского района вновь образованному Шаранскому.
В 1930 году образован колхоз «Авангард», который в 1957 году вошёл в состав совхоза «Шаранский». В 1972 году село стало центром отделения совхоза «Красно-полянский».
По переписи 1939 года в деревне Анисимо-Поляна Старо-Дрожжевского сельсовета Шаранского района числилось 547 человек (252 мужчины, 295 женщин). В 1952 году зафиксирована как село Анисимова Поляна Дрожжевского сельсовета.
В 1959 году в селе Писаревского сельсовета было 397 жителей (171 мужчина и 226 женщин).
В 1963 году сельсовет был включён в состав Туймазинского сельского района, с 1965 года — в составе Бакалинского, с 1967 года — вновь в Шаранском районе.
В 1970 году в селе было 279 человек (130 мужчин, 149 женщин).
В 1979 году в селе проживало 197 жителей (90 мужчин, 107 женщин). В 1989 году — 112 человек (57 мужчин, 55 женщин).
В 2002 году — 117 человек (59 мужчин, 58 женщин), русские (86 %).
В 2010 году — 83 человека (45 мужчин, 38 женщин).

## Население
| 2002 | 2009 | 2010 |
| ---- | ---- | ---- |
| 117  | ↘95  | ↘83  |

Национальный состав
До переписи 1979 года в деревне преобладали чуваши, в 1989 году — русские.

## Инфраструктура
Село электрифицировано и газифицировано, действует фельдшерско-акушерский пункт. До недавнего времени действовали сельский клуб, магазин и основная школа. Работают несколько КФХ и ЧП.

## Люди, связанные с селом
- Юрий Михайлович Халиуллин (р. 1943) — доктор технических наук, начальник Ленинградского высшего военно-морского инженерного училища имени В. И. Ленина, начальник Военно-морского инженерного института, генеральный директор завода «Кризо», контр-адмирал.